# 十文字美信
十文字美信（じゅうもんじ びしん、1947年3月4日 - ）は、日本の写真家、CMクリエイター。元多摩美術大学教授。日本芸術院会員。
神奈川県横浜市出身。1970年代から、広告写真を手がけながら並行して作品集発表を行っている。

## 来歴
1947年横浜生まれ。20歳のとき職場で「暗室」の文字を見て、写真家になろうと決意。
1965年、神奈川県立神奈川工業高等学校木材工芸科を卒業し、神奈川県立工業試験所に就職。
1968年、試験所を辞め、写真を志す。東京綜合写真専門学校に入学するも、2ヶ月で退学。六本木スタジオで働き始め、ライティング（照明技術）を学ぶ。
1969年、22歳の時に、篠山紀信のアシスタントになる。
1971年、アシスタントを辞め、フリーの写真家になる。持ち金の大部分を使ってカップラーメンと即席焼きソバを買い込み、ひとまず食うには困らない環境を作った。アシスタント時代に培った人脈から、ファッション誌や週刊誌の撮影仕事に携わったりアーティストのレコード・ジャケットの撮影なども手掛ける。
1974年、処女作品シリーズ「Untitled (首なし)」がニュー・ジャパニーズ・フォトグラフィ展（ニューヨーク近代美術館主催）に招待出品されて、脚光を浴びる。
70年代は、身近な人間や自らの夢や記憶をモチーフにした作品が多い。眼鏡を外して裸眼で撮影した「近眼旅行」、自殺者が最後に見る風景をテーマにした「グッドバイ」などもこの時代の作品である。
80年代になると、対象が「自身の記憶」から「人間」へと移行。ハワイの日系一世たちを撮影した代表作「蘭の舟」を制作する。同名の写真集『蘭の舟』(1981) で伊奈信男賞を受賞。インドシナ半島北部山岳地帯に住み、犬祖神話をもつヤオ族を、写真と文章でドキュメントした『澄み透った闇』(1987)は、 写真というジャンルにはおさまりきらない十文字独自の世界である。
80年代の後半から90年代にかけては、日本の文化や日本人の美意識に興味を移行させる。尾形光琳の「扇面貼交手箱」の撮影をきっかけに日本の黄金美術に興味を持ち、作品集『黄金 風天人』(1990) を上梓して、土門拳賞を受賞。日本の伝統建築や庭園の撮影も精力的に行い、『日本名建築写真選集19 桂離宮』(1993) を制作。『ポケットに仏像No,1』『ポケットに仏像No,2』(1993) をはじめとする3D写真による写真集も制作した。
2000年に入ると、黄金文化の対極にある日本人の美意識「わび」に着目。日本の自然、茶道、そしてそれらが連綿とつながって 現代の「わび」に行き着いていることを視覚的に表現した作品集『わび』(2002) を上梓する。わびを敷衍した「おもかげ」「ふたたび翳」「風のごとく」などの作品も発表。
2007年に70年代の未発表作品から最近の作品までをまとめた作品集『感性のバケモノになりたい』刊行。この作品集を含めたこれまでの写真活動で日本写真協会作家賞を受賞する。
2004年、多摩美術大学美術学部グラフィックデザイン学科教授に就任。
2008年、プロ用のフィルムカメラではないデジタル一眼レフカメラ「キヤノン EOS 5D Mark II」の動画撮影機能を用いて、処女作「彼岸花」、ショートフィルム「さくら」を、キヤノン EOS 7Dを用いて「おわら風の盆」を発表する。デジタル一眼レフカメラ動画機能を使った最初の映像作家となる。
2009年、撮影時に特殊なアタッチメントを使用して多重露光した作品「FACES」を発表。一瞬を切り取る写真ではなく、数多の時間を合わせて一つの顔にする試み。
2010年4月、自身がオーナーを務めるギャラリー「GALLERY B」を、鎌倉に開館した。
枯れていく花の不思議な造形、色彩に魅かれて「神殿」を発表。
2013年、13世紀に制作された仏像彫刻の解体部分に注目した「残欠」を発表。700年以上前の生々しさを現代に蘇らせる。
2014年、多摩美術大学教授を定年退職。
2015年、作品集『或るもの』を刊行。限定150部全てを無償で配布し、希望者が殺到したため抽選となった。
2017年12月13日から2018年2月28日まで、Bishin Jumonji Galleryにて「劇顔2017年」展開催。
2018年4月21日から7月8日まで、ザルツブルク現代美術館にて開催された「I-Photo. Japanese Photography 1960-1970 from the Collection」に『Untitled (首なし)』が展示される。
2019年1月31日から2月23日まで、パリ3区 Pierre-Yves Caër Galleryにて「WABI」展開催。
2024年8月27日から10月20日まで、銀座資生堂ギャラリーにて空想の『静寂を叩く』大乗寺十三室｜十文字美信展開催。
2025年2月、日本芸術院会員に選出される。

## 主な作品集
- 1981年、『蘭の舟』（冬樹社）ISBN 9784022554024 - ハワイの日系一世たちのルポルタージュ
- 1984年、『KENTAUROS』（CBSソニー出版）ISBN 9784789701327 - 横浜ケンタウロスの伝説
- 1987年、『澄み透った闇』（春秋社）ISBN 9784393332030 - ヤオ族
- 1990年、『黄金風天人』（小学館）ISBN 9784096993712 - 5年かけて黄金の美術品（国宝33点、重文63点など総数122点）を撮影
- 1993年、『ポケットに仏像 〈Vol.1〉』（新潮社）ISBN 9784103951018 - 立体視ビューワー付き3D写真集
- 1993年、『ポケットに仏像 〈Vol.2〉』（新潮社）ISBN 9784103951025 - 立体視ビューワー付き3D写真集
- 1994年、『ポケットに平等院』（新潮社）ISBN 9784103951049 - 立体視ビューワー付き3D写真集
- 1994年、『ポケットに黄金』（新潮社）ISBN 9784103951032 - 立体視ビューワー付き3D写真集
- 1996年、『桂離宮』（新潮社）ISBN 9784106020438 - 俵万智【著】 十文字美信【著】 他
- 2000年、『十文字美信の仕事と周辺』（六耀社）ISBN 9784897373577
- 2002年、『わび』（淡交社）ISBN 9784473019448
- 2002年、『Koshiro Matsumoto』（プレジデント社）ISBN 9784833417457
- 2005年、『日本劇顔』（ぴあ ）ISBN 9784835615783
- 2007年、『IL BALSAMICO』（文化総合研究所　求龍堂）ISBN 9784763007070 - 小坂士朗【監修】 小野田隆雄【文】 十文字美信【写真】
- 2007年、『感性のバケモノになりたい』（求龍堂）ISBN 9784763007308
- 2010年、『室伏広治 孤独な王者』（文藝春秋）ISBN 9784163731100 - 室伏広治・著／十文字美信・撮影
- 2015年、『或るもの』（私家本）
- 2016年、『TORIKAI』（鳥飼酒造）
- 2017年、『常ならむ』（私家本）
- 2020年、『藤崎』（スーパーラボ）ISBN 978-4-908512-92-6
- 2022年、『KOYASAN』[18]（ASSOULINE）ISBN 9781649800626 - 「高野山－開創1200年記念 千住博　空海との対話」著書：添田隆昭、写真家：十文字美信
- 2022年、『拈華微笑』（私家本）企画：中東佐知子、題字：中東和子、総合企画・撮影：十文字美信、アートディレクション：戸田宏一郎、デザイン：田代祐美子、印刷：岡村印刷(吉村浄祐、前田雄輝)
- 2024年、『大乗寺十三室　十文字美信』（小学館）ISBN 9784096824467

## 主な受賞
- 1977年、日本写真協会新人賞
- 1980年度、第5回伊奈信男賞　-　「蘭の舟」
- 1991年、第10回土門拳賞　-　「黄金風天人」

広告写真
- 1973年、ADC会員賞　-　資生堂「シフォネット」雑誌広告
- 1993年、ADC最高賞　-　富士写真フイルム「フジカラー写ルンです」CF
- 2009年、準朝日広告賞　-　資生堂「エリクシールプリオール」